# Micrargus incomtus
Micrargus incomtus là một loài nhện trong họ Linyphiidae.
Loài này thuộc chi Micrargus. Micrargus incomtus được Octavius Pickard-Cambridge miêu tả năm 1872.